# Federația Română de Chanbara
Federația Română de Chanbara (FRC) este organismul de conducere al activității de chanbara din România. Înființată în anul 2016, este membru fondator al Federației Europene de Sports Chanbara (ESCF).

## Istoric
Istoria sportului chanbara în România începe în 1997 prin demersurile lui Gaby Oancea care duc la recunoașterea oficială al practicării acestui sport pe teritoriul național în 2009, iar în 2016 la înființarea Federației Române de Chanbara.
În anul 2010 federația a organizat la Sala Polivalentă din București, Campionatul European de Sport Chanbara, campionat în urma căruia naționala României s-a clasat pe locul al treilea la echipe. Tot în 2010 a fost înființată Federația Europeană de Sports Chanbara (ESCF), țările fondatoare fiind  România, Franța, Germania, Italia și Polonia.

## Probe competiționale
Federația Română de Chanbara organizează și coordonează următoarele discipline:

### Chanbara
- Kihon Dosa
- Tanto
- Tate Tanto
- Kodachi
- Tate Kodachi
- Choken Katate
- Choken Ryote
- Tate Choken
- Nito
- Jo
- Bo
- Yari:
  - Choso (suliță - doar pentru împungere);
  - Nagamaki (naginata - și pentru tăieri)

### Nunchaku
- Nunchaku

## Vezi și
- Sportul în România

## Legături externe
- Site oficial